# 馬家堡駅
馬家堡駅（ばかほ-えき）は北京市豊台区に位置する北京地下鉄4号線の駅である。2009年9月28日に開業した。

## 駅構造
島式ホーム1面2線の地下駅。出口は3箇所ある。

## 歴史
- 2009年9月28日 - 4号線が開業。

## 隣の駅
北京地下鉄
■4号線
角門西駅 - 馬家堡駅 - 北京南駅
座標: 北緯39度51分06秒 東経116度21分55秒 / 北緯39.85161度 東経116.36521度